# Amiro.CMS
Amiro.CMS (Амиро) — коммерческая система управления сайтом (англ. CMS), разработанная и распространяемая российской компанией «Амиро» (Новосибирск). Написана на языке PHP и использует MySQL в качестве базы данных. Является универсальной платформой, позволяющей создавать и поддерживать веб-сайты практически любого уровня сложности. В настоящее время занимает второе место по количеству работ в рейтинге портала CMS Magazine и пятое место в рейтинге платных тиражных CMS по версии iTrack, её доля оценивается в 3,54 %.
Помимо коробочной версии для данной системы существует SaaS-платформа от разработчиков CMS — конструктор сайтов ВебСтолица.ру, который в настоящее время обслуживает более 75 тысяч сайтов.

## История
Разработчиком Amiro.CMS является российская IT-компания «Амиро» (ООО «Амиро»), ведущая свою деятельность в сфере информационных технологий с 1998 года. В процессе работы над различными проектами сотрудникам компании удалось накопить базу типовых решений и в результате их унификации создать версию комплексной системы управления сайтом. Amiro.CMS создаётся с 1999 года, а с 2001 года продается уже как самостоятельное коробочное решение. В текущей конфигурации существует с 2003 года.
В октябре 2005 года компания «Амиро» запустила конструктор сайтов ВебСтолица.ру, часть возможностей которого доступна бесплатно.
По состоянию на август 2013 года, по данным разработчика, суммарно было выдано более 19 000 лицензий, из которых более 7 тысяч — с возможностью создания интернет-магазинов.

## Системные требования
По мнению аналитиков система довольно требовательна к ресурсам сервера, однако эти требования находятся в пределах нормы. Amiro.CMS работает на любом веб-сервере под Unix-подобной операционной системой или же Windows. Для работы требуется MySQL версии 4.1 или выше, а также корректная поддержка PHP версии 5.2.1 или выше с установленными модулями zlib, cURL, mbString и JSON. Также для корректной работы некоторых модулей (таких как модули резервного копирования, обновления системы и т. д.) требуются дополнительные настройки или возможности веб-сервера. В частности, для корректной работы модуля «обновления» требуется, чтобы в интерпретаторе PHP корректно работали функции fsockopen и stream_set_timeout, а для модулей обработки изображений требуется установленная на веб-сервере библиотека GD или ImageMagick.

## Возможности

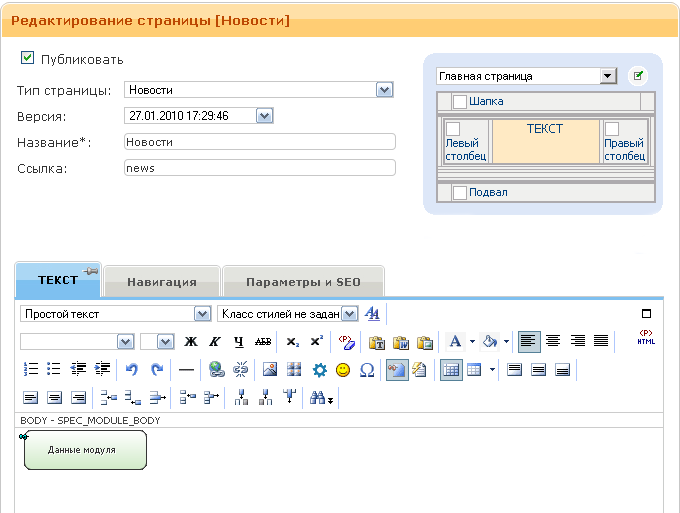
Редактирование страницы в Amiro.CMS

Все функции Amiro.CMS можно разбить на две условные категории: редактирование и разработка. В случае активации вкладки редактирования на любой странице, все доступные для этого элементы будут подсвечены, что позволит исправить заголовок текста, настроить форматирование, а также выполнить любые другие действия по редактированию сайта. При редактировании возможно использование языка разметки BBCode.
Панель управления Amiro.CMS реализована с применением технологии AJAX, поддерживает drag-and-drop, а также проверку орфографии. Аналитики отмечают качественную реализацию технических функций, а интерфейс системы, по их мнению, прост и удобен даже для неподготовленного пользователя. В частности для настройки структуры страницы сайта используется полностью визуальная модель, что по мнению аналитиков является простым и наглядным способом работы. Например, для того, чтобы вывести на главной странице ленту новостей, то достаточно перетащить в нужное место соответствующий прямоугольный блок «Лента новостей» и на данной странице в этой области будут выведены последние новости.
Одна из особенностей Amiro.CMS — относительно быстрая настройка. При наличии готового дизайна настройка под проект может занимать от нескольких часов до пары рабочих дней. 

### Модульность
Система управления сайтом Amiro.CMS предоставляет набор модулей (до 58 контентных, e-commerce и служебных модулей), достаточным для реализации различных потребностей. В CMS реализовано три основных архитектурных типа модулей:
- линейное хранилище данных (для организации новостных лент, материалов с рубрикацией, файловых архивов, подписок и т. п.)
- иерархическое хранилище разнородных данных (для организации любых сложных структур — каталог продукции, база знаний, энциклопедии и т. п.)
- система расширений для перекрестных связей и создания дополнительной функциональности между типовыми модулями (для организации обсуждений, рейтингов, защита от спам-роботов, другие сервисные возможности).

В отдельную сущность аналитики выделяют системные модули для организации онлайн-заказов, процессинга платежных систем,
обмена данными и другие расширения.

### Шаблоны
Представление тех или иных данных системы реализовано с помощью шаблонов с несложным синтаксисом. Для их редактирования редактирования представлен специальный инструмент, позволяющий быстро найти требуемое место для правки, а также выгрузить все шаблоны через FTP для работы над ними уже в оффлайн-режиме. Начиная с версии 5.14.8 в Amiro.CMS стала доступна поддержка LESS — динамического языка стилевой разметки.

### Производительность
Производительность системы зависит от размера базы данных, посещаемости ресурса, а также частоты обновления данных на сайте. Требования к ресурсам могут колебаться от обычного разделяемого хостинг-аккаунта до выделенного сервера. Оптимальной конфигурацией является либо аккаунт на оптимизированном под систему хостинге, который предоставляется самой компанией «Амиро», либо выделенный сервер конфигурации Dual Xeon 2.6Ghz, 4Gb RAM, 2x80 HDD. В случае использования данной конфигурации ожидаемая производительность, по мнению экспертов, может достигать 50 миллионов посещений в сутки.
Архитектура Amiro.CMS оптимизирована для работы с MySQL — максимально распространенной на всех хостинговых площадках базой данных. Это позволяет использовать все особенности и преимущества данной базы, а также снизить нагрузку бизнес-логики для оптимизации, как например, в случае с MS SQL и др.
Помимо этого система прав и организации данных имеет некоторые незначительные архитектурные ограничения, которые в свою очередь позволяют создавать максимально эффективное использование ограниченных серверных ресурсов. Многоуровневое кеширование позволяет выполнять только те части системы, которые действительно необходимы на момент генерации страниц проекта.

### Разграничение прав доступа
В Amiro.CMS существует разграничение на четыре основных типа пользователей:
- гость — системная группа;
- зарегистрированный пользователь — принадлежит к какой-либо группе с назначенными правами;
- модератор — имеет доступ к данным других пользователей и на доступные его группе модули;
- администратор — имеет все права на доступные его группе модули;

Права доступа назначаются на уровне групп пользователей, а один пользователь может входить в любое количество групп. В свою очередь каждая группа может иметь любые ограничения на использование тех или иных модулей в системе.

### Интеграция и API
Первоначально для разработки дополнительных модулей и расширений использовался механизм надстроек, который позволял, как изготовить новый модуль, так и сформировать из него дистрибутив для удобной установки на любой сайт, находящийся под управлением Amiro.CMS. Однако с появлением в 2010 году интерфейса программирования приложений (англ. API) подход к разработке расширений существенно изменился.
Так, благодаря API в Amiro.CMS был интегририрован ряд сторонних сервисов (1С, Рамблер.Покупки, Яндекс.Маркет, Товары@Mail.ru, МойСклад, SeoPult и др.), призванных облегчить деятельность веб-мастера или интернет-магазина: торговые порталы, процессинговые системы, сервис поискового продвижения и много другое. В стандартной комплектации предусмотрены модули интеграции со следующими платежными системами: Webmoney, Яндекс.Деньги, RBK Money, ROBOKASSA, MoneyBookers, PayPal, Google Checkout, Authorize.net, OnePay, AvisoSMS, AcquiroPay.

## Редакции
Первоначально система выпускалась в четырёх редакциях:
- Интернет-визитка компании — поставлялось как решение для компаний, желающих познакомить потенциальных клиентов с особенностями своего бизнеса. Несмотря на отсутствие в пакете сложных модулей управления, он являлся полностью функциональным и предоставляет все необходимые для работы сетевого представительства функции.

- Интернет-представительство компании —

- Интернет-магазин: Минимаркет —

- Интернет-магазин: Гипермаркет —

Ныне система поставляется в шести редакциях:
- FREE — бесплатная редакция платформы Amiro.CMS (существует с 2008 года) с возможностями по управлению текстовым контентом сайта и выводом его содержимого.

- Визитка — набор модулей, подходящий для создания представительского сайта компании стартового уровня (сайта-визитки). Такой тип сайтов обычно не предполагает динамической обработки каталогов и прайс-листов, что позволяет создавать, поддерживать и расширять такие сайты без значительных затрат.

- Корпоративный — одна из редакций Amiro.CMS, содержащий инструменты для построения и управления корпоративным сайтом с поддержкой сложной иерархической структуры представления информации о деятельности компании и для взаимодействия с его посетителями.

- Витрина — редакция предназначена для создания электронных каталогов товаров и услуг (с функциями по просмотру, сортировке и сравнению), но не поддерживает продажу товаров и услуг в Интернете.

- Минимаркет — с помощью электронного минимаркета продавать товары можно непосредственно с веб-сайта.

- Бизнес — это платформа двойного назначения: интернет-магазин плюс полнофункциональная система управления контентом. Подходит для работы с широким ассортиментом разнотипных реальных и виртуальных товаров.

По мнению аналитиков, несмотря на такое четкое разделение лицензий, каждая сборка остается функциональной и оптимальной для
своих задач.

## Партнеры
У компании «Амиро» существует сеть партнеров — студии, хостинговые компании, рекламные агентства и т. д. Принять участие в партнёрской программе могут фрилансеры и физические лица — ограничения на основе правовой формы деятельности отсутствуют. Все скидки, статусы и другие привилегии для таких партнёров действуют на равных условиях. По состоянию на август 2013 года партнёрами Amiro.CMS стали уже более 500 компаний-разработчиков.

## Оценки
| Исследование «Рейтинга Рунета» | Исследование «Рейтинга Рунета» | Исследование «Рейтинга Рунета» |
| Год                            | Доля (%)                       | Место                          |
| ------------------------------ | ------------------------------ | ------------------------------ |
| 2009                           | 1,81                           | 8                              |
| 2010                           | ▲ 5,09                         | ▲ 5                            |
| 2011                           | ▼ 3,83                         | ▬ 5                            |
| 2012                           | ▼ 3,47                         | ▬ 5                            |

| Исследование компании «iTrack» | Исследование компании «iTrack» | Исследование компании «iTrack» |
| Год                            | Доля (%)                       | Установок                      |
| ------------------------------ | ------------------------------ | ------------------------------ |
| 2010                           | 4,16                           | 2 040                          |
| 2011                           | ▲ 4,64                         | ▲ 2 750                        |
| 2012                           | ▼ 3,94                         | ▲ 3 150                        |
| 2013                           | ▼ 3,54                         | ▲ 3 750                        |

Продукт попадал в рейтинги «Продукт года» и «Лучшие программы» компьютерного журнала PC Magazine/Russian Edition. Разработчиками Amiro.CMS отмечалось, что по итогам за 2009 год редакция включила только две системы управления сайтами в число пятидесяти лучших программ года. Как завили эксперты PC Magazine/RE об Amiro.CMS:

Система управления сайтом, отличающаяся мощными и простыми в работе средствами создания систем электронной коммерции. По оценкам наших коллег из CMSMagazine.ru, именно этот продукт занимает первое место по числу интернет-магазинов, построенных на его базе. Система мощная, простая и эффективная, способна работать даже в условиях ограниченных ресурсов— Программы: урожай 2009 // PC Magazine/RE : журнал. — 2009. — № 11. — С. 23.
По данным независимого исследования компании iTrack за I квартал 2010 года, Amiro.CMS заняла первое место среди платных коммерческих движков по скорости загрузки HTML-кода главной страницы сайта.
Специалистами отмечались такие новшества, как запрет индексации дублирующегося контента с возможностью групповых операций, расширенные возможности алгоритма генерации ссылок, а также управление важными для поисковой оптимизации параметрами сервера через панель администрирования и многое другое.
В свою очередь по результатам исследования «CMS для SEO 2011», которое было проведено проектом ТопЭксперт. РФ, Amiro.CMS в очередной раз подтвердила свои позиции в области поисковой оптимизации и получила высокую оценку экспертов. Так, по мнению экспертов, Amiro является одной из наиболее оптимизированных для поисковых систем среди коммерческих CMS.

## Недостатки
- Для сайта-визитки возможно использование максимум до двух доменных имен, при этом дальнейшее изменение доменов не предусматривается (после года использования)[источник не указан 4374 дня]
- Недоступна работа по HTTPS (SSL) с содержимым веб-сайта, созданным в CMS. Возможна лишь SSL авторизация в контрольную панель.[источник не указан 4374 дня]
- Невозможна работа с закрытым от внешнего доступа сайтом через localhost.[источник не указан 4374 дня]
- Исходный код CMS обфусцирован, возможно, с целью защиты системы.[источник не указан 4374 дня]
- Серьезные доработки системы требуют обращение к компании "Амиро" т.к. исходный код обфусцирован[источник не указан 4374 дня]

Станислав Мозгель в статье для CMS Magazine отмечал, что лидеры среди коммерческих CMS по версии Рейтинга Рунета, включая Amiro.CMS, «встречаются довольно редко». Также он считает, что Amiro.CMS не приспособлена для самостоятельного добавления или изменения функциональности.